# Hospitaal van Zaamslag

Het Tempelierskruis

Het Hospitaal van Zaamslag was een religieus complex buiten Zaamslag, in Zeeuws-Vlaanderen. Dit hospitaal bestond van circa 1300 tot 1586. De site is van hoog archeologisch belang.

## Ontstaan
Het hospitaal komt voor het eerst in een bron uit 1310 voor. Het hospitaal bestond toen al, dus kan van omstreeks 1300 dateren. Het is mogelijk dat de Tempeliers, die wat verderop de Commanderij van Zaamslag bezaten, een begin gemaakt hebben aan het hospitaal. Dit gebouw moet vrij imposant geweest zijn, aangezien de plaats waar het stond bezaaid ligt met middeleeuws puin. Recente ontwikkelingen kunnen duiden op een ontstaan in de 13de eeuw.
Bij het hospitaal past een kritische blik. Het hospitaal was niet hetzelfde als de Commanderij van de Tempeliers, het betreft hier twee verschillende complexen. Dit wordt al duidelijk door de grote afstand tussen de vindplaatsen (enkele honderden meters). Ook mag niet zonder meer aangenomen worden dat dit hospitaal van de Tempeliers geweest is, omdat daartoe geen enkele bron een aanwijzing geeft. Alleen wanneer er resten gevonden worden van voor 1300 zou er naar een verwantschap met de Tempelorde gekeken kunnen worden.

## Johannieters in het hospitaal
Vanaf 1312, toen de Orde van de Tempeliers werd afgeschaft, hebben de Johannieters het hospitaal bezeten. Deze overgang is dus niet zeker. Hoe het begin van dit hospitaal ook was, ze zullen het zeker uitgebreid hebben, en zullen het alleszins langer bezeten hebben dan de vermeende Tempeliers (de Hospitaalorde bezat het complex van de jaren 1310 tot wellicht het begin 16de eeuw). Het Hospitaal zal ook vrij bekend geweest zijn indertijd. In deze periode kwamen enkele malen schenkingen het hospitaal toe, die werden gepubliceerd in 1932 door historicus De Mul. Enkele oorkonden zijn ook vereenvoudigd opgenomen in Zaamslag door de eeuwen heen van J. Platteeuw uit 1968.

## Klooster van de Derde Orde van Sint Franciscus

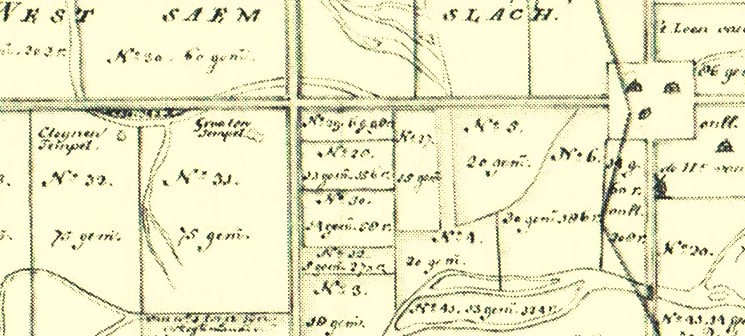
Links staat het hospitaal aangegeven als 'Grooten Tempel', in 1776.

De Hospitaalridders hebben het gebouw waarschijnlijk rond 1510 verlaten, om onbekende redenen. In die tijd was er veel ellende door overstromingen, en hebben ze daarom het hospitaal achter zich gelaten. In 1523 ging Catharina van Hollebeke met dit hospitaal aan de slag, met toestemming van keizer Karel V en de paus. Ze liet het met haar eigen geld en vermogen opknappen en voorzag alles van meubelen. In 1540 werd het hospitaal officieel door Karel V tot klooster verheven. Priorinnen waren, voor zover bekend:
- Catharina van Hollebeke, van 1523 tot ?
- Lijsbet Swalens van ? tot 1558
- Marie Swalens, van 27 april 1558 tot na 1562

Het is onbekend of de Beeldenstorm van 1566 schade aan het hospitaal heeft aangericht.
In 1586 werden de Zaamslagpolders onder water gezet, waarbij het hospitaal werd vernield.

## Archeologisch onderzoek
Aan het einde van de maand augustus en het begin van september van het jaar 2010 werd een fundering gevonden in een nieuw gegraven sloot over het hospitaalterrein. Er werd reeds eerder een fundering gevonden, in het talud van een andere sloot aan de noordkant van het hospitaalterrein. Mogelijk staan deze muren met elkaar in verbinding. De conclusies van het onderzoek zijn nog niet duidelijk.
Een andere groep historici is bezig met het verwerken van de talrijke eerdere vondsten van het hospitaalterrein en het Tempelterrein en hoopt hiermee meer duidelijkheid te krijgen over de daadwerkelijke geschiedenis van de terreinen.

## Verwarring en misverstanden
De Tempelhof en het Hospitaal worden veel door elkaar gehaald en door elkaar gebruikt. Dit is echter foutief: het betreft twee aparte complexen, met een aparte ontstaansperiode. Het een ìs dus niet het ander. Helaas doken veel vooroordelen en misverstanden op bij berichtgeving over de opgravingen in 2009 en 2010 bij het Hospitaal van Zaamslag. Bij deze archeologische sites past voorzichtigheid en kritische perceptie (zie boven).

## Hospitaal van Zaamslag in het nieuws
Veel van onderstaande berichten geven helaas een vrij vertekend beeld van de historische situatie (zie boven).
- Berichtgeving over de opgraving door SCEZ, met verwarrende onderschriften
- Berichtgeving door Omroep Zeeland, zie ook de toelichting op verwarring boven
- Vermelding in de nieuwsbrief van de SCEZ[dode link]
- Artikel van BN de Stem en de PZC. De data betreffende de Tempelorde is incorrect
- Korte vermelding van de vondst in 2010 van voor de opgraving